# Adam
För andra betydelser, se Adam (olika betydelser).

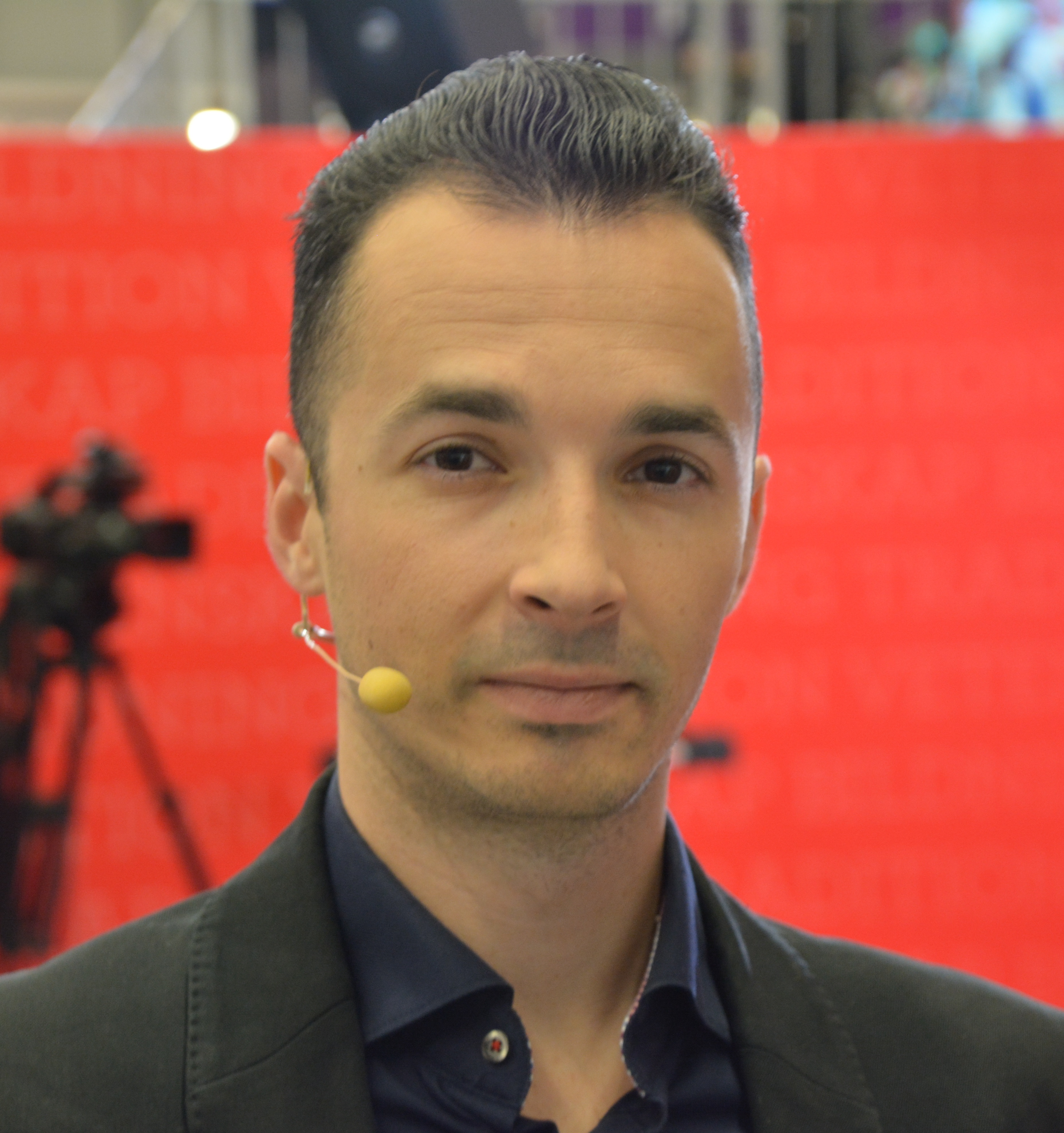
Adam Cwejman, 2015.

Adam är ett mansnamn av hebreiskt ursprung. Det är härlett från det hebreiska substantivet אָדָם, '’adâmâh', som betyder jord, av roten '’âdâm' med betydelsen röd, rödaktig.. Den latinska formen är Adamus.
Adam var namnet på den första människan enligt Bibeln (se vidare Adam och Eva) och Koranen (se vidare Adam (islamisk profet)). Adam betyder "människa" på turkiska, persiska och uzbekiska. På arabiska betyder Adam (آدم) "skapad av jorden".
Adam är namnet på en skotsk klan och har därifrån även använts som efternamn i engelsktalande länder.
Namnet var ovanligt under de första två tredjedelarna av 1900-talet, men blev under sista delen något av ett modenamn. Den 31 december 2020 fanns det totalt 31 472 personer i Sverige med förnamnet, varav 24 433 med det som tilltalsnamn och 1267 med det som efternamn. År 2008 fick 463 pojkar namnet som tilltalsnamn.
Namnsdag i Sverige: 23 december. I den finlandssvenska namnsdagslängden har Adam namnsdag 24 december sedan 1950. Före det hade Adam namnsdag 23 december 1929–1949.

## Personer med förnamnet Adam
- Adam av Bremen, medeltida krönikör
- Adam av Fulda, tysk medeltidskompositör
- Adam de la Halle, fransk medeltidstrubadur
- Adam van Düren, medeltida arkitekt och skulptör av tyskt ursprung, verksam i Sverige och Danmark
- Adam Afzelius (1750–1837), svensk botaniker
- Adam Alsing (1968–2020), svensk programledare
- Adam Baynes (1622–1671), brittisk politiker
- Adam Berg, svensk regissör
- Adam Brix, dansk skådespelare och stuntman
- Adam Brody, amerikansk skådespelare
- Johan Adam Cronstedt (1749–1836), svensk greve och militär
- Adam Cwejman, svensk politiker, förbundsordförande för Liberala Ungdomsförbundet (LUF)
- Adam Darski, polsk musiker
- Adam Driver, amerikansk skådespelare
- Adam Duncan (1731–1804), brittisk amiral
- Adam Johansson, svensk fotbollsspelare
- Adam Lambert, amerikansk sångare
- Adam Ludwig Lewenhaupt (1659–1719), svensk greve, riksråd och general
- Adam Michnik, polsk historiker och journalist
- Adam Mickiewicz, polsk författare
- Adam Nelson, amerikansk friidrottare
- Adam Oehlenschläger, dansk författare
- Adam Rapacki, polsk diplomat och ekonom, utrikesminister 1956-1968
- Adam Reuterskiöld, svensk kammarherre och riksdagsman
- Adam Rippon, amerikansk konståkare
- Adam Sandler, amerikansk skådespelare
- Adam Smith, skotsk filosof och nationalekonom
- Gustaf Adam Taube (1673–1732), svensk greve och militär
- Adam Tensta, svensk rappare
- Adam Weishaupt, tysk professor, grundare och första ledare av Illuminati
- Adam Young, amerikansk musiker

## Personer med efternamnet Adam
- Adolphe Adam (1803–1856), fransk kompositör
- Albrecht Adam (1786–1862), tysk konstnär
- Alfred Adam (1908–1982), fransk skådespelare
- Attila Adám (aktiv 1991–1998), ungersk kanotist
- Charlie Adam (född 1985), skotsk fotbollsspelare
- Eric Adam (född 1966), fransk serieförfattare
- Henri-Georges Adam (1904–1967), fransk gravör och skulptör
- James Adam, flera personer
  - James Adam (arkitekt) (1732–1794), skotsk arkitekt
  - James Adam (filolog) (1860–1907), brittisk klassisk filolog
- Jiří Adam (född 1950), tjeckoslovakisk modernfemkampare och fäktare
- Johann Friedrich Adam (1780–1838), rysk botaniker
- Johann Gottlieb Adam (1746–1826), svensk flöjtist
- John Adam, flera personer
  - John Adam (arkitekt) (1721–1792), skotsk arkitekt
  - John Adam (ämbetsman) (1779–1825), brittisk ämbetsman
- Juliette Adam (1836–1936), fransk författare
- Karl Adam (1876–1966), tysk teolog
- Ken Adam (1921–2016), brittisk filmscenograf
- Louis Adam (1758–1848), fransk musiker
- Lucien Adam (1833–1918), fransk sinolog, orientalist och jurist
- Luke Adam (född 1990), kanadensisk ishockeyspelare
- Mike Adam (född 1981), kanadensisk curlingspelare
- Noëlle Adam (född 1933), fransk skådespelare
- Paul Adam (1862–1920), fransk författare
- Patsy Adam-Smith (1924–2001), australisk författare
- Robert Adam (1728–1792), skotsk arkitekt
- Theo Adam (född 1926), tysk operasångare
- Victor Vincent Adam (1801–1867), fransk målare och litograf
- William Adam (1689–1748), skotsk arkitekt

## Fiktiva personer med namnet Adam
- Adam, bydomare i Heinrich von Kleists komedi Den sönderslagna krukan från 1811.[7]
- Prins Adam, fiktiv karaktär mer känd som He-Man.
- Adam, rollfigur i TV-serien Buffy och vampyrerna.
- Adamson, svensk tecknad serie. Skapad 1920. En av världens äldsta seriefigurer.